# Конверсано
Конверса̀но (на италиански: Conversano, на местен диалект Cunversène, Кунверсене) е град и община в Южна Италия, провинция Бари, регион Пулия. Разположен е на 219 m надморска височина. Населението на общината е 25 760 души (към 2010 г.).